# Кауфман, Терренс
Терренс Кауфман, англ. Terrence Kaufman (1937 — 3 марта 2022) — американский лингвист, специализировавшийся в бесписьменных языках, языковых контактах и индейских языках. Профессор антропологии в Питсбургском университете.

## Биография
Кауфман защитил докторскую диссертацию по лингвистике в Калифорнийском университете в Беркли в 1963 году. Является автором дескриптивных и сравнительно-исторических исследований языков семей майя, сиу, хоканских, юто-астекских, михе-сокских и ото-мангских.
Перечень работ Кауфмана относительно невелик по сравнению с работами других специалистов по индейским языкам, возможно, по той причине, что его интерес лежит в области сбора эмпирической документации бесписьменных языков путём полевых исследований и обучения носителей языков. Несмотря на это, многие из его статей, ряд из которых написаны в соавторстве с такими лингвистами, как Лайл Кэмпбелл, Сара Томасон и Джон Джастесон, оказали большое влияние на американскую и мировую лингвистику.
В исследовании 1976 года в соавторстве с Лайлом Кэмпбеллом он выдвинул теорию, что ольмеки говорили на михе-сокском языке на основании наличия большого количества михе-сокских заимствований в современных индейских языках Мезоамерики, в особенности в сферах, относящихся к культуре. Теория получила широкое распространение и зачастую цитируется как квази-факт.
Вместе с Лайлом Кэмпбеллом и Томасом Смит-Старком он провёл исследование, опубликованное в 1986 году в журнале Language Лингвистического общества Америки. В работе обосновывалась идея о мезоамериканском языковом союзе, которая вскоре получила признание учёных.
В работе «Языковой контакт, креолизация и генетическая лингвистика» (Language contact, creolization, and genetic linguistics, 1988) в соавторстве с Сарой Томасон впервые изложена солидная теоретическая база для понимания процессов изменения языка, вызванного языковым контактом.
Предложенная Кауфманом генеалогия индейских языков Южной Америки (Kaufman 1990), которая считается наиболее подробно проработанной и обоснованной из предлагавшихся, послужила основой для предложенной Лайлом Кэмпбеллом классификации индейских языков (Campbell 1996). Автор (вместе с Кэмпбеллом) реконструкции прамайяского языка.
Вместе с Джоном Джастесоном Кауфман предложил дешифровку эпиольмекского письма (Justeson & Kaufman 1993). Данная дешифровка, однако, встретила критическое отношение среди лингвистов, а также жёсткую критику со сторону Майкла Коу и Стивена Хаустона.
Кауфман участвовал в Проекте по документации языков Мезоамерики (Project for the Documentation of the Languages of Mesoamerica, PDLMA).

## Избранная библиография

### Статьи
- Kaufman, Terrence. Archaeological and Linguistic Correlations in Mayaland and Associated Areas of Meso-America // World Archaeology. — 1976. — Vol. 8, № 1. — P. 101—118.
- Campbell, Lyle, and Terrence Kaufman. A Linguistic Look at the Olmec // American Antiquity. — 1976. — Vol. 41, № 1. — P. 80—89.
- Campbell, Lyle and Terrence Kaufman. On Mesoamerican linguistics // American Anthropologist. — 1981. — Vol. 82. — P. 850—857.
- Campbell, Lyle, Terrence Kaufman. Mayan Linguistics: Where are we Now? // Annual Review of Anthropology. — 1985. — Vol. 14. — P. 187—198.
- Campbell, Lyle, Terrence Kaufman and Thomas C. Smith-Stark. Meso-America as a Linguistic Area // Language. — 1986. — Vol. 62, № 3. — P. 530—570.
- Kaufman, Terrence. A Research Program for Reconstructing Proto-Hokan: First Gropings // Papers from the 1988 Hokan-Penutian Languages Workshop (University of Oregon Papers in Linguistics. Publications of the Center for Amerindian Linguistics and Ethnography 1.)  / Scott DeLancey. — Eugene, Oregon: Department of Linguistics, University of Oregon, 1988. — P. 50—168.
- Kaufman, Terrence. Language History in South America: What we know and how to know more // Amazonian Linguistics  / David L. Payne. — Austin: University of Texas Press, 1990. — P. 13—74.
- Justeson, John and Terrence Kaufman. A decipherment of epi-Olmec hieroglyphic writing // Science. — 1993. — Vol. 259. — P. 1703—1711.

### Книги
- Kaufman, Terrence. El Proto-Tzeltal-Tzotzil. Fonología comparada y diccionario reconstruido. — México: UNAM, 1972.
- Justeson, John, William Norman, Lyle Campbell, and Terrence Kaufman. The Foreign Impact on Lowland Mayan Language and Script. — (Middle American Research Institute Publication 53).
- Thomason, Sarah G. and Terrence Kaufman. Language contact, creolization, and genetic linguistics. — Berkeley: University of California Press, 1988. — ISBN 0-520-07893-4.